# La Luzerne
La Luzerne é uma comuna francesa na região administrativa da Normandia, no departamento Mancha. Estende-se por uma área de 1,92 km². Em 2010 a comuna tinha 75 habitantes (densidade: 39,1 hab./km²).